# Den Oudsten Avance
De Den Oudsten Avance of Den Oudsten B99 is een midi semitouringcar van de voormalige Nederlandse busbouwer Den Oudsten te Woerden. De Avance werd geproduceerd in de periode 1999-2001, maar tot serieproductie is het niet echt gekomen. Het bustype is ontstaan in samenwerking met Kooymans D'Sign in navolging van de Den Oudsten X98.
Op de busshow Busworld in Kortrijk werd in 1999 een prototype gepresenteerd met Connexxion-opschriften. Een andere prototype had weer een middendeur. Er kwam echter nooit een exemplaar in dienst bij Connexxion. Vanuit Palestina kwam er een order binnen, die het noodlijdende Den Ousten niet kon redden. Door de ontwikkelingen in Palestina en wegens het faillissement van Den Oudsten werd de bestelling geannuleerd. Bij het faillissement van Den Oudsten in 2001 waren er in totaal elf wagens aanwezig. Sommige daarvan waren helemaal afgewerkt, andere waren bijna helemaal afgewerkt. De aanwezige bussen werden, omdat er geen geldige eigenaarsoverdracht plaats had gevonden, geveild waardoor verschillende exemplaren terechtkwamen bij verschillende Nederlandse en Belgische touringcarbedrijven.

## Inzet
| Land      | Bedrijf      | Aantal | Serie    | Opmerking |
| --------- | ------------ | ------ | -------- | --------- |
| Nederland | IJsseltours  | 1      | BN-GF-81 |           |
| Nederland | One Tours    | 1      | BN-GF-75 |           |
| Nederland | Pouw Vervoer | 1      | 14       |           |